# Aérospatiale AS332 Super Puma
L'Aérospatiale AS332 Super Puma, renommé Airbus Helicopters H215 en 2014 (pour les versions C1e et L1e ou correspondant à cette rénovation) est un hélicoptère de transport moyen franco-allemand destiné au marché civil et initialement conçu par la SNIAS. Directement dérivé du SA330 Puma dont il se présente comme une version agrandie et modernisée, il a donné naissance à une version encore en production en 2022, l'EC225 et à l’hélicoptère KAI Surion produit par Korea Aerospace Industries.

## Développement

### Du SA-330Z au SA-331
En 1976, les responsables d'Aérospatiale se lancèrent dans deux programmes différents visant à donner un successeur à l'hélicoptère de transport Puma alors en cours de commercialisation. Le premier concernait un appareil doté d'un rotor anticouple de type fenestron. Désigné SA-330Z, il s'agissait en fait du cinquième Puma de série qui avait été reconstruit comme tel. Opérant sous l'immatriculation F-ZWWR, celui-ci réalisa plusieurs vols d'essais qui démontrèrent que ce type d'équipement n'était pas adapté à un hélicoptère de cette taille.
En parallèle, Aérospatiale fit voler le SA-331, un Puma profondément rallongé et doté d'un rotor principal type Starflex. Volant quant à lui sous l'immatriculation F-WZAT, il démontra que cette seconde formule était bien plus adaptée que le fenestron. En outre, la nouvelle turbine Turbomeca Makila 1A donnait un véritable apport en puissance. Un troisième prototype fut assemblé sous la désignation d'AS332.

### La naissance de l'AS332
Conçu au départ pour les missions de transport civil, et notamment les liaisons aériennes à destination et depuis les plateformes de forage en mer, l'AS332 fut tout d'abord pensé comme un aéronef biturbine aux capacités de survols maritimes accrues, avec notamment des systèmes de flottaison et une avionique modernisée, incluant un radar météo Bendix RDR-1400.
Une première série fut commercialisée en tant qu'AS332B. Plus grand et plus puissant que le Puma, cet appareil attira rapidement les clients civils, principalement en Europe et aux États-Unis. Le nom de baptême de Super Puma fit son apparition.

### De l'AS332F à l'AS332M
Une fois la commercialisation de l'AS332B réalisée, il devint évident que l'appareil allait intéresser les militaires ; c'est la raison pour laquelle la SNIAS prit la décision, en 1982, de lancer la production de deux versions spécifiquement destinées aux forces aériennes, aux forces aéronavales et aux aviations terrestres. La première version, désignée AS332F, se présentait comme un AS332B équipé d'une avionique lui permettant le tir d'un missile antinavire Exocet. La seconde, désignée AS332M, était un hélicoptère de transport militaire capable d'accueillir vingt fantassins équipés et armés. Ces appareils ont très rapidement connu un certain succès.

### De l'AS332 C à l'AS332 L
Pour élargir la gamme de la famille Super Puma, il est décidé de concevoir une version raccourcie, sorte de Puma remotorisé, et désignée AS332C. Malgré de réelles capacités, l'appareil s'avère rapidement être un échec commercial, les clients potentiels préférant se tourner vers la rénovation du SA330 Puma. La version rallongée, AS332L, devient quant à elle rapidement un succès important, dépassant même l'AS332B et permettant la conquête de nouveaux marchés, notamment dans le domaine des hélicoptères de sauvetage en mer.

### Dans le giron d'Airbus Helicopters précédemment Eurocopter (jusqu'à fin 2013)
Après la disparition en 1990 de la branche hélicoptère d'Aérospatiale à la suite de la fusion avec l'Allemand MBB, et la naissance d'Eurocopter, la donne changea sensiblement pour les Super Puma. Les versions d'origine disparurent au profit de nouvelles, plus puissantes et plus sûres, équipées de moteurs Makila 1A1. Les AS332F et AS332M furent transformés respectivement en AS532 SC et AS532 UL. Le nouvel appareil fut baptisé Cougar.

## Versions

### Prototypes
- Aérospatiale SA330Z : Désignation attribuée à un Puma modifié pour intégrer un rotor anticouple de type Fenestron.
- Aérospatiale SA331 : Désignation attribuée à un appareil nouveau équipé de deux turbomoteurs Makila 1A et d'un rotor principal Starflex.
- Aérospatiale AS332 : Désignation attribuée au prototype du Super Puma.

### Versions civiles

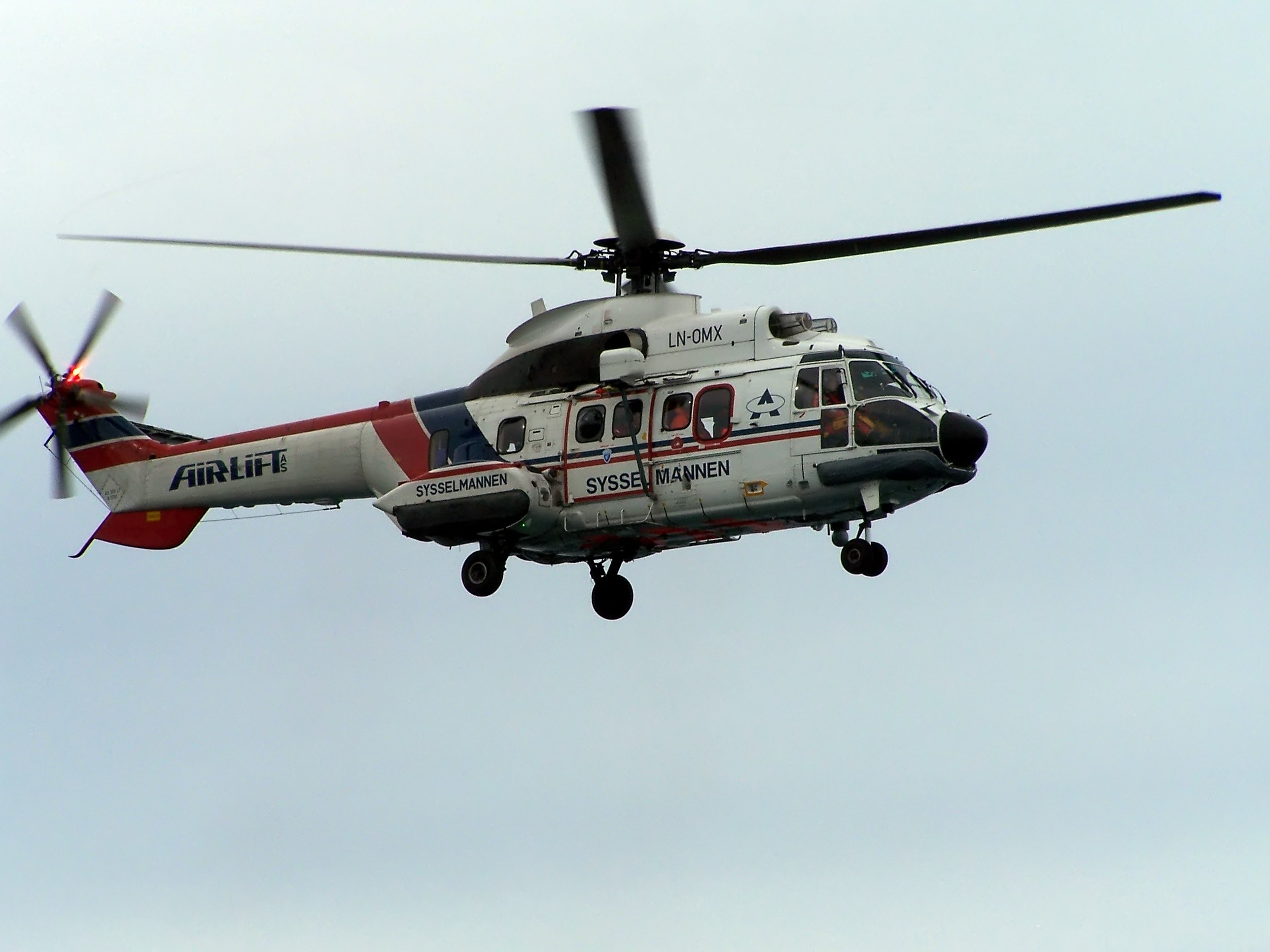
AS332 L civil de transport off-shore.

- Aérospatiale AS332 B : Désignation attribuée à la première version de série du Super Puma mue par deux turbomoteurs Makila 1A.
  - Aérospatiale AS332 B1 : Désignation attribuée à la première version de série du Super Puma remotorisée par deux turbomoteurs Makila 1A1.
- Aérospatiale AS332 C : Désignation attribuée à une version de série du Super Puma au fuselage raccourci mue par deux turbomoteurs Makila 1A.
  - Aérospatiale AS332 C1 : Désignation attribuée à une version de série du Super Puma au fuselage raccourci remotorisée par deux turbomoteurs Makila 1A1.
- Aérospatiale AS332 L : Désignation attribuée à une version de série du Super Puma au fuselage rallongé mue par deux turbomoteurs Makila 1A. 
  - Aérospatiale AS332 L1 : Désignation attribuée à une version de série du Super Puma au fuselage rallongé remotorisée par deux turbomoteurs Makila 1A1.

### Versions militaires

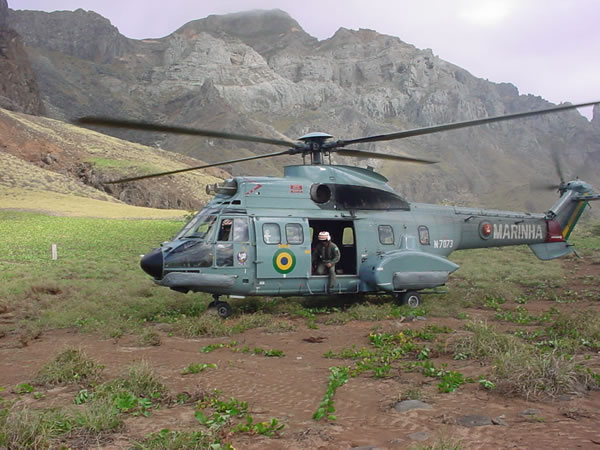
AS332M de la marine brésilienne.

- Aérospatiale AS332 F : désignation attribuée à la première version de série militaire destinée à la lutte anti-navire du Super Puma mue par deux turbomoteurs Makila 1A.
  - Aérospatiale AS332 F1 : Désignation attribuée à la première version de série militaire destinée à la lutte anti-navire du Super Puma remotorisée par deux turbomoteurs Makila 1A1.
- Aérospatiale AS332 M : Désignation attribuée à la première version de série militaire destinée au transport d'assaut du Super Puma mue par deux turbomoteurs Makila 1A.
  - Aérospatiale AS332 M1 : Désignation attribuée à la première version de série militaire destinée au transport d'assaut du Super Puma remotorisée par deux turbomoteurs Makila 1A1.

## Utilisateurs
En 2019, le Super Puma est exploité à ce jour par près de 100 clients dans 59 pays :

### Utilisateurs civils

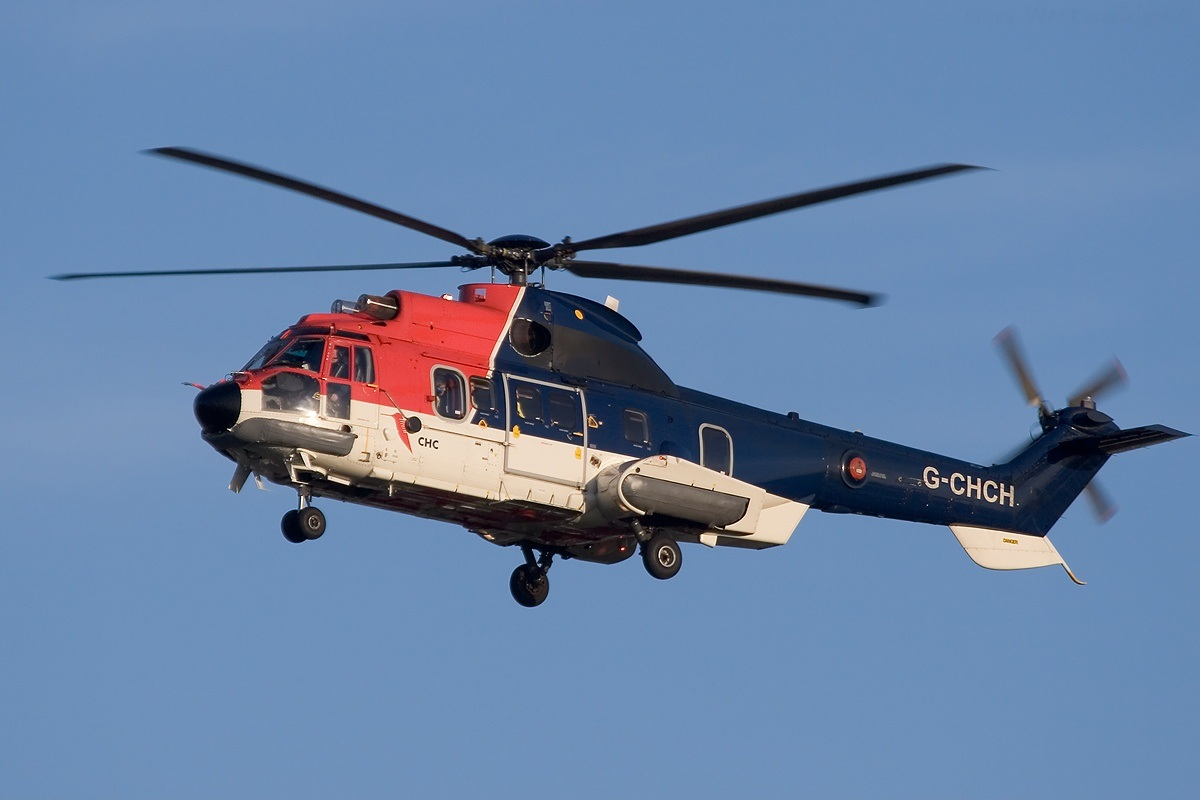
AS332 L2 civil britannique.

| - Australie - Bristow Helicopters - Autriche - Heli Austria - Azerbaïdjan - Azerbaijan Airlines - Brésil - Petrobras - Canada - CHC Helicopter. - Cougar Helicopters - Chine - CITIC Offshore Helicopter |  | - Corée du Sud - CHC Helicopter - France - SAF Aerogroup - Airtelis - Heli Union - HelicoMontage - Malaisie - MHS Aviation - Norvège - Bristow Norway - CHC Helicoptere | - Royaume-Uni - British Airways Helicopters - Bristow Helicopters - Bond Offshore Helicopters - CHC Helicopter - Suisse - Heliswiss International : HB-XVY - Heli-TV / SAF Aerogroup : HB-ZKN |

### Utilisateurs parapublics

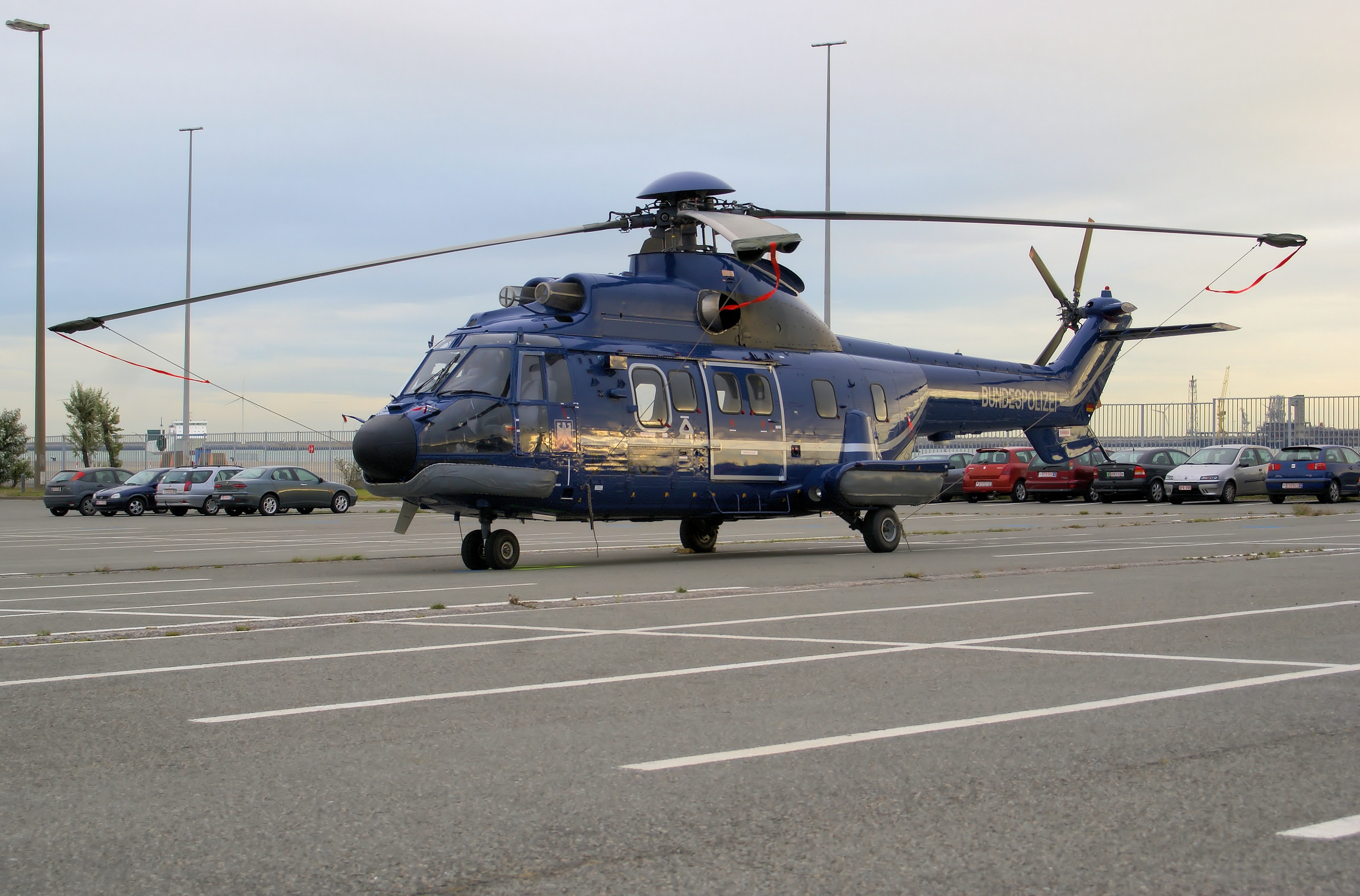
AS332 Super Puma de la police allemande.

| - Allemagne - Bundespolizei (23 en septembre 2019) - Chine - Services de secours - États-Unis - Los Angeles Sheriff Department - Grèce - Service du feu grec (en) : AS 332L1 Super Puma - Islande - Landhelgisgæsla Íslands | - Japon - kaijō hoan-chō - Département de la Police Métropolitaine de Tokyo - Services de secours de Tokyo - Maroc - Groupement aérien de la gendarmerie royale - Porto Rico - Autorité de l'énergie - Ukraine : Ministère des Situations d'urgence, l'un d'eux a eu l'accident d'hélicoptère de 2023 à Brovary. |

### Utilisateurs militaires
- Argentine : 

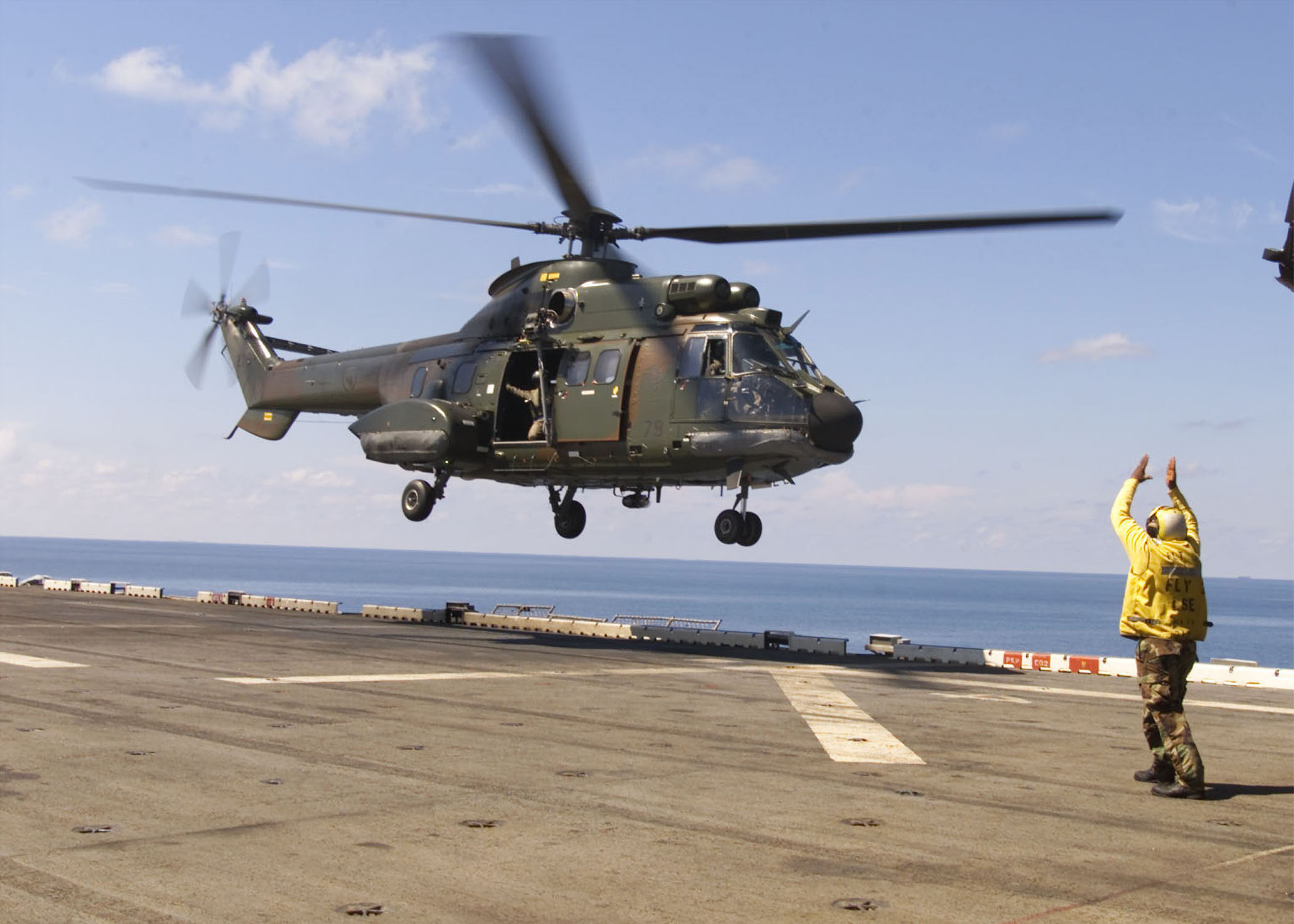
Super Puma AS332 M Singapourien se posant sur le navire américain USS Inchon.

  - Argentine Army Aviation : trois AS.332B ont été livrés en 1986 et opérés par le bataillon d’aviation de combat 601 en remplacement de SA.330L.

- Bénin
  - armée de l'Air du Bénin : trois Airbus H215 anciennement de la force aérienne royale jordanienne en vente depuis 2020 et livrés fin juin 2023 donnés par la France. Ils sont immatriculés TY-39H, TY-40H et TY-41H[7].

- Brésil :
  - Force aérienne : neuf AS.332M1 Super Puma [8730/38] ont été livrés à partir de 1985 au 3°/8° GAv de Campo dos Afonsos avec la désignation CH-34, mais début 2007 le Grupo de Transporte Especial de Brasilia utilise un VH-34 [8740]. Ils ont remplacé six SA.330 Puma, désignés CH-33.
  - Marine: La Marine brésilienne a reçu cinq AS.332F1 en septembre 1986 et deux appareils supplémentaires en 1993. Désignés UH-14, ils ont remplacé les Westland Whirlwind.

- Chili : 
  - armée de Terre : un SA.332B reçu en 1983 et un SA.332M2 reçu en mars 1990. Ils sont employés par le premier régiment d’aviation de Rancagua, qui utilise également des SA.330 Puma
  - Marine : un AS.332B1 [71] de transport VIP et six AS.332F1 (AS 532SC Cougar) de lutte ASM [72/77] reçus entre 1990 et 1993. Ils remplacent des Alouette III de l’escadron d’hélicoptères d’attaque HA-1. Pouvant opérer depuis les destroyers de la classe County ou les frégates de la classe Leander, ces appareils sont équipés de missiles AM 39 Exocet. Le [71] a été perdu le 11 décembre 2002 et le 24 mars 2003.

- Chine : 
  - Zhōngguó Rénmín Jiěfàngjūn Kōngjūn : six AS.332M ont été livrés à l’armée populaire pour les missions de transport VIP.

- Corée du Sud : trois AS.332 pour les missions SAR et de transport VIP, dont un perdu le 14 mars 2002.

- Émirats arabes unis : 
  - Marine: huit AS.332F équipés de missiles AM 39 Exocet ou AS 15TT, et deux SA.332L de transport VIP, ont été livrés en 1982. Les appareils de lutte ASM ont fait l’objet d’une refonte en 1996 chez Eurocopter.

- Équateur : 
  - Forces terrestres : En 1997 les forces terrestres disposaient de dix AS 332B et d'un SA.330L Puma.

- Espagne : 
  - Armée de l'air : 14 AS.332B1, 12 ont été commandés en 1981, puis deux autres en 1989 et quatre AS.332M en 1992. Ces appareils sont répartis entre les Escuadrón 402 (Transport VIP, stationné à Quatro Vientos), 802 (SAR, stationné à Gando, dans la Grande Canarie) et 803 (Quatro Vientos). 2 AS.532AL ont encore été livrés au 402 Escuadrón 402 en décembre 2002. 12 en service en 2023, en cours de retrait jusqu'en 2026[8]
  - Forces aéromobiles de l'Armée de terre : 18 AS.332B1, reçu en 1986, et 15  AS.532UL, commandé en février 1996. Désignés HT.21UC ou HU.21L, ils équipent les BHELMA-II de Bétera, -III de Logroño, -IV de Séville et au JEFAMET/SHEL de Colmenar Viejo. Le BHELMA-IV a été engagé en Afghanistan, où le [HU.21L-59/ET-659° a été  perdu le 17 août 2005.

- France :
  - armée de l'Air : 23 AS.332.

- Gabon : 
  - Garde présidentielle : un AS.332L.

- Grèce : 
  - Les garde-côtes grecs ont pris livraison de quatre AS.332C-1 entre décembre 1999 et mai 2000. Ces appareils ont été confiés au 358 Mira d’Elefsis, unité pour les besoins de laquelle quatre AS.532C-1 ont été commandés en février 2000 (avec une option pour deux AS.532UC).

- Indonésie :

- Jordanie : dix AS.332M1 ont été livrés à partir de 1987 au No 7 Sqdn basé à Amman.

- Koweït : 
  - Forces terrestres : six AS.332F ont été livrés en 1985 pour le 62 Sqdn. Neuf SA.330H sont également utilisés par les No 31 et 32 Sqdn.

- Malaisie : un AS.332 livré en 1988 et perdu le 31 décembre 1993.

- Mexique : deux SA 332L remplacent deux SA.330J au sein de l’escadrille de transport présidentielle

- Népal : La 11e Brigade népalaise dispose d’un AS.332L et le Royal Flight de deux AS.332 [9N-RAG et 9N-RAJ].

- Oman : deux AS.332C de transport VIP pour le Royal Flight et trois AS.332L1.

- Panama : un AS.332L

- Qatar : un AS.332F livré en 1983

- Singapour : quatre AS.332B et 18 AS.332M ont été commandés en 1984 et livrés en 1986. Douze AS.332M1 supplémentaires ont été commandés en 1989 et livrés comme AS.532UL Cougar. Ces appareils sont répartis entre les 125 Sqdn Puma de Sembawang et 126 Sqdn Cougar de Oakley, en Australie.

- Suède : douze AS.332M-1 Super Puma ont été livrés en 1988/95 à la Flygvapnet. Désigné Hkp 10 en Suède, cet appareil équipe les flottilles F4 (Östersund), F7 (Såtenäs), F17 (Ronneby) et F21 (Luleå). Depuis le retrait des Hkp 3B en 1999, le Super Puma effectue toutes les missions SAR en Suède.

- Suisse : les trois premiers AS.332M1 Super Puma ont été livrés aux Forces aériennes suisses entre 1987 et 1988, suivis de douze appareils supplémentaires entre 1991 et 1993. Désignés TH89, ils ont permis de rééquiper les LTSt 5 (Interlaken), 6 (Alpnach) et 8 (Ulrichen puis Lodrino) du Fliegerregiment 4, chaque Lufttransportstaffel disposant de quatre appareils. En décembre 1998 ont été commandés 12 AS.532UL Cougar supplémentaires (TH98), dont dix à assembler par SASC à Emmen. Livrés entre février 2002 et septembre 2002, ils ont été déployés par l’EscLAv 1 (Payerne) et aux LFlSt 2 (Emmen), 3 (Tourtemagne) et 4 (Dübendorf) qui a été dissoute en 1999.

- Turquie : En 1993 Eurocopter a livré à l’armée turque 19 AS.532UL. Une seconde commande pourtant sur 20 appareils devant être utilisés par l’armée de l’Air pour les missions SAR et 10 par l’armée de Terre pour le transport a été obtenue le 13 février 1997, dont 28 AS.532AL/UL Cougar Mk I à produire en Turquie. Le premier exemplaire construit par Turkish Aircraft Industry a été livré le 31 mai 2000.
  - Armée de l'Air : Les AS.532AL de l’armée de l’Air turque ont remplacé des Bell UH-1H du 125 Filo (Izmir) et des escadrilles SAR 201 (Eskişehir), 202 (Dalaman) et 203 (Merzifon).
  - Armée de Terre : L’armée turque (Türk Kara Kuvvetleri), qui utilise ses Super Puma pour des missions logistiques depuis Güvercinlik, a perdu un hélicoptère en 1997, abattu par un missile SAM-7 tiré par la guérilla du PKK.

- Thaïlande : 
  - Force aérienne royale : deux AS.332L2 Super Puma Mk II [2388/90] ont été livrés en octobre 1996 au Royal Flight, suivi d’un troisième [2460] mi-1997. Ce dernier ayant été victime d’un accident le 19 septembre 1997 (14 tués sur 21 personnes à bord), les appareils ont été transférés à la 2e escadre et affectés au transports ministériels.

- Tanzanie
  - Force aérienne : deux H215 commandés en 2017[9],[10].

- Ukraine : Garde nationale.
- Venezuela : 
  - Force aérienne : Le premier des huit AS.332B1 (AS 532UL) destinés à remplacer les Alouette III du Grupo Aéreo de Operaciones Especiales no 10 a été livré en novembre 1989 à l’escuadrón 102. deux sont affectés au transport VIP, deux aux missions SAR et le reste aux missions logistiques et tactiques. Les appareils de transport VIP ont par la suite été transférés à l’Escuadrón de Vuelo 42 de Caracas, qui dispose également d’un AS-532AC, appareil équipant aussi l’escuadrón 101 du GAOE 10.

- Zimbabwe : deux AS.532 Cougar livrés en août 1995 et septembre 1996, utilisés pour les transports VIP par le no 7 Sqdn de Harare.

### Hélicoptères similaires
- Mil Mi-17
- Sikorsky S-61N

### Développements liés
- Aérospatiale SA-330 Puma
- Airbus Helicopters AS532 Cougar
- Eurocopter EC225 Super Puma Mk-2

### Article externe
- « H215 », site officiel Airbus Helicopters